# 中央陸軍訓練処
中央陸軍訓練処（ちゅうおうりくぐんくんれんしょ）は、1932年に奉天市で創設された満州国軍の幹部養成所である。のちに開校した4年制の満州国陸軍軍官学校と違い2年制であった。奉天軍官学校とも呼ばれている。

## 概要
1932年8月、第一回軍政部顧問会議で満州国軍の幹部養成機関の設置が議決された。奉天城外の魁畬佯跡に「陸軍訓練処壽備処」を置いて開設に伴う準備を進めたが、小東辺門外の旧東北陸軍病院跡に移り、中央陸軍訓練処に改称した。歩兵、騎兵、砲兵、輜重の4科があり、既成軍官の補習教育と候補軍官の養成教育に分けられていた。前者は主に上校以下の軍官で、後者は中等学校卒業生が対象であった。
1939年3月、陸軍軍官学校令により陸軍軍官学校が創設されたために中止となったが、やがて陸軍訓練学校として再出発した。陸軍訓練学校は、1940年12月24日の軍令第6号「陸軍訓練学校令」の公布をもって成立し、すでに満州国軍に入隊した者が指揮官になるための教育を受ける学校であった。

## 編制
- 処長
  - 本部
    - 庶務課
    - 会計課
    - 医務課
    - 獣務課

  - 教育部
    - 教官
    - 研究部員
    - 軍官候補者隊

  - 歩兵訓練部
    - 教官
    - 歩兵科軍官候補者隊
    - 歩兵教導隊
      - 本部
      - 2個連
      - 機関銃連

  - 騎兵訓練部
    - 教官
    - 騎兵科軍官候補者隊
    - 騎兵教導隊
      - 本部
      - 2個連

  - 砲兵訓練部
    - 教官
    - 砲兵科軍官候補者隊
    - 砲兵教導隊

  - 経理養成部（1932年9月1日開設）
  - 通信養成部（1933年9月開設）
  - 憲兵養成部（1933年11月開設、1934年7月憲兵訓練処に移転）

## 人物

### 処長
- 初代：王静修陸軍中将
- 2代：邢士廉陸軍中将

### 卒業生

#### 中央陸軍訓練処
1期
1932年12月23日入校、1933年3月18日卒業（日系軍官85名）、1932年9月1日入校（満系軍需候補者30名）、1933年3月20日入校（満系軍官学生253名）
2期
1933年10月1日入校、1933年10月31日卒業（日系軍官54名）、1933年10月1日入校（満系軍官57名）
3期
1934年3月10日入校、1934年8月10日卒業（日系軍官339名）、1933年9月1日入校（満系軍官候補生253名、軍需候補生25名）
金正晧（軍需候補生）、金周賛（軍需候補生）、柴田清、藤井義正
4期
1935年2月1日入校、1935年9月1日卒業（日系軍官371名）、1935年卒業（満系軍官）
金應祚、李圭東、姜在浩、朴鳳祚、李元衡、楊大鎭（軍需候補生）、桂仁珠
5期
1936年入校、1936年11月26日卒業（日系軍官265名）、1937年9月卒業（満系軍官）
宋錫夏、丁一権、金錫範、金白一、申鉉俊（申奉均）、金一煥（軍需候補生）、尹春根、文容彩（文龍彩）、石希峰、金信道、崔慶萬、李斗萬、車明煥、文履禎、金海昌、金洪俊、崔九龍、姜琪泰、板尾秀二
6期
1937年1月27日入校、1937年12月27日卒業（日系軍官163名）、1939年卒業（満系軍官）
楊国鎮（軍需候補生）、金龍紀（軍需候補生）、伊藤敏明
7期
1938年入校、同年卒業（日系軍官109名）
崔楠根（崔南根）、李相烈、朴承煥、崔在桓、呉圭範、趙鏞星、金基勲、崔哲根（軍需候補生）、岡崎謙三、木村真介
8期
1939年入校、同年卒業（日系軍官28名）
石主岩、金龍國、太鎔範
9期
1940年入校、同年卒業（日系軍官113名）、1941年12月卒業（満系軍官）
白善燁、孫炳日、尹秀鉉（軍需候補生）
10期
1941年入校、同年卒業（日系軍官38名）

#### 陸軍訓練学校
2期
朴俊鎬
7期
崔在範、金致斑（金致哲）、李徳振、李龍、具東旭、李龍昊（李龍虎）、朴春植